# Yorito (ort)
Yorito är en ort i Honduras.   Den ligger i departementet Departamento de Yoro, i den centrala delen av landet, 110 km norr om huvudstaden Tegucigalpa. Yorito ligger 787 meter över havet och antalet invånare är 2 169.
Terrängen runt Yorito är huvudsakligen kuperad, men åt nordost är den platt. Terrängen runt Yorito sluttar österut. Runt Yorito är det ganska tätbefolkat, med 67 invånare per kvadratkilometer. Närmaste större samhälle är Santa Rita, 11,1 km norr om Yorito. 